# Lactarius lactarius
La pagapa o pez blanco es la especie Lactarius lactarius, la única del género Lactarius que a su vez es el único género de la familia Lactariidae; es una especie de peces marinos incluida en el orden Perciformes.
Su nombre procede del latín lactarius, que significa de leche, por su color.

## Pesca
Es un pez muy pescado con importancia comercial, encontrándose en los mercados tanto fresco como seco salado.

## Hábitat natural
Se distribuye de forma de forma amplia por el océano Índico y oeste del océano Pacífico.
Habita las aguas marinas y de estuarios, en la zona pelágica nerítica, en un rango de profundidad entre 15 y 100 m.

## Comportamiento
Se alimenta de pequeños animales que habitan la arena. No tienen cuidado de las crías.

## Morfología
La longitud máxima del cuerpo es de unos 30 cm, aunque se ha descrito una captura de 40 cm. Tienen un cuerpo alargado con la boca grande y oblicua, en la que tienen dos dientes caninos tanto en la mandíbula superior como inferior; de color blanco plateado con azul iridiscente en el dorso y blanco plateado en el vientre; parte superior del opérculo con un punto negro oscuro.
Aletas de color amarillo pálido, en la aleta dorsal tiene 8 o 9 espinas y unos 21 radios blandos, mientras que en la aleta anal tiene 3 espinas y 25 a 28 radios blandos.